# The Driftin' Kid
The Driftin' Kid è un cortometraggio muto del 1921 diretto da Albert Russell e interpretato dal popolare attore di western Hoot Gibson.
È una delle prime apparizione sullo schermo per la giovane attrice Gertrude Olmstead.

## Produzione
Il film fu prodotto dall'Universal Film Manufacturing Company.

## Distribuzione
Distribuito dall'Universal Film Manufacturing Company, il film - un cortometraggio in due bobine - uscì nelle sale cinematografiche statunitensi l'8 gennaio 1921.